# 벳푸 대학
벳푸 대학(일본어: 別府大学, Beppu University)은 일본의 사립대학이며, 오이타현(大分縣) 벳푸시(別府市)와 오이타시(大分市)에 캠퍼스를 두고 있다. 단기대학, 유치원, 초등·중·고등학교, 보육원 및 간호전문학원, 박물관이 부설되어 있다.

## 연혁
- 1908년: 분슈(豊州) 여학교 설립.
- 1945년: 벳푸 여학원 개설.
- 1946년: 벳푸 여자전문학교로 승격.
- 1950년: 벳푸 여자대학으로 승격.
- 1954년: 벳푸대학으로 개칭(남녀공학).
  - 단기대학부, 부속 고대문화 박물관 설치.
- 1977년: 부속 고대문화 박물관을 부속 박물관으로 개칭.
- 1997년: 대학원 설치.
- 2007년11월: 부속 박물관 《오이타 향기 박물관》 개관.

## 캠퍼스
- 벳푸 캠퍼스: 대학 본부 캠퍼스.
- 오이타현 벳푸시 기타 이시가키(北石垣) 82.
- 오이타 캠퍼스: 단기대학부 캠퍼스.
- 오이타 현 오이타시 노다(野田) 380.

## 조직

### 학부
- 국제경영학부  국제경영학과
- 문학부
  - 국문학과
  - 영문학과
  - 사학과
  - 예술문화학과
시각전달디자인코스
회화코스
예술·미술사코스
만화·애니메이션코스
  - 문화재학과
  - 인간관계학과
사회복지코스
심리코스
교육·생애 스포츠코스
지역 매니지먼트코스

- 식물(食物)영양과학부
- 2006년4월, 식물영양학부에서 개칭
  - 식물영양학과
  - 식물바이오학과

### 벳푸대학 단기대학부
- 지역종합과학과 (오이타 캠퍼스)
- 보육과 (오이타 캠퍼스)
- 초등교육과 (벳푸 캠퍼스)
초등학교·유치원코스
보육·유치원코스
- 식물(食物)영양과 (벳푸 캠퍼스)

### 대학원
- 문학연구과
  - 역사학전공 (석사과정·박사과정)
  - 일본어·일본문학전공 (석사과정·박사과정)
  - 문화재학전공 (석사과정·박사과정)
  - 임상심리학전공 (석사과정)
- 식물(食物)영양과학연구과
  - 식물영양학전공 (석사과정)

### 별과
- 일본어과정

### 부속기관
- 부속 도서관
- 미디어 교육·연구센터
- 부속 박물관
- 문화재 연구소
- 지역사회연구센터
- 역사문화 종합연구센터
- 우사(宇佐) 교육연구센터
- 히타(日田) 역사문화연구센터
- 아시아 역사문화연구소
- 유아·아동 교육연구센터